# Klausz József
Klausz József (Dorog, 1916. szeptember 15. – Dorog, 1978. április 7.) a Dorogi Bányász egykori legendás balszélsője.

## Pályafutása
Sok társához hasonlóan kölyökként kezdett el futballozni a Dorogi AC. utánpótláscsapatában. 1932-ben mutatkozott be a felnőttcsapatban, melynek hamarosan meghatározó játékosa lett. Pályafutása első szakaszában háromszoros bajnok az akkori amatőr másodosztályban és Magyar Kupa elődöntős. Szerepelt a Ferencváros és az Érsekújvár elleni legendás mérkőzéseken, többször válogatták be az amatőr liga- és kerületi válogatottba. A második világháború utolsó szakaszában frontszolgálatra küldték a nyugati frontra. Ő is a szerencsés hazatérők egyike volt. 
A háborút követően folytatta labdarúgó pályafutását. Két ízben is tagja volt a dorogi csapat NB. I-be jutásának. Az 1945-ös Tatabánya elleni NB. I-es osztályozó első mérkőzésén két góllal járul hozzá a Dorog feljutásához. Tagja a Vidék Legjobbja címet nyert gárdának, Felszabadulás-, Népszava- és Bányász Kupa-győztes. A Magyar Kupában 1952-ben a döntőig jutott a csapattal. Az negyed- és az elődöntőben is gólt szerzett és pályára lépett a döntőben is, ahol a 3–2-es vereséggel Magyar Kupa ezüstérmes lett. Többször volt a Bányász válogatott tagja is. 
Pályafutása végéig több mint 300 alkalommal játszott a Dorog színeiben, ebből 183 NB I-es mérkőzés, ahol 68 gólt szerzett. Élete egyik kiemelkedő momentuma volt, amikor Dorogon a magyar válogatott ellen játszó dorogi csapat tagjaként lépett pályára 1949-ben. A Sebes Gusztáv által irányított komplett magyar válogatott nem kisebb neveket vonultatott fel azon a mérkőzésen, mint Puskás Ferenc, Zakariás József, Szusza Ferenc, Bozsik József, Kocsis Sándor, Sándor Károly, Deák Ferenc, Szilágyi Gyula, vagy éppen Turai István. Aktív pályafutása után évtizedekig a klub utánpótlásedzője volt. Civilként vízvezeték szerelő volt, valamint dolgozott a Dorogi Anyagellátó Vállalat raktárvezetőjeként is. Emlékére rendezik Dorogon a hagyományos utánpótlás kupát, a Klausz József Emléktornát minden év elején, amely rangos nemzetközi tornává nőtte ki magát.